# Ankalagon
Ankalagon is een geslacht van uitgestorven carnivore hoefdieren uit de familie Mesonychidae van de orde Mesonychia. Dit dier leefde in het Paleoceen. 
Ankalagon verscheen net als de verwante Dissacus in het Laat-Torrejonian en ze vervingen de triisodonten als belangrijkste roofzoogdieren. Ankalagon geldt met het formaat van een beer als het eerste grote roofzoogdier van Noord-Amerika. Deze mesonychide is alleen bekend uit het San Juan-bekken. 